# ایگناسیو ایکینو
ایگناسیو فارِس ایکینو (اسپانیایی: Ignacio Farrés Iquino‎؛ ‏ ۲۵ اکتبر ۱۹۱۰ – ۲۹ آوریل ۱۹۹۴) فیلم‌نامه‌نویس، تهیه‌کننده فیلم، و کارگردان فیلم اهل اسپانیا بود.
از فیلم‌ها یا مجموعه‌های تلویزیونی که وی در آن‌ها نقش داشته است، می‌توان به بیست گام تا مرگ و یک گلوله کافی است اشاره نمود.